# Ephedrus hyaloptericolus
Ephedrus hyaloptericolus är en stekelart som beskrevs av Kiriac 1977. Ephedrus hyaloptericolus ingår i släktet Ephedrus och familjen bracksteklar. Inga underarter finns listade i Catalogue of Life.